# Francesc Bellmunt
Francesc Bellmunt (Sabadell, 1 de febrero de 1947) es un director de cine, escritor, guionista y productor de cine español.

## Biografía
Desde el año 1974 participa en actividades de política cinematográfica relacionadas con el cine catalán como la fundación del Institut del Cinema Català (1974), del Col·legi de Directors de Cinema, de la asociación de productores Barcelona Audiovisual y del Col·legi de l'Audiovisual de Catalunya formando parte de la Junta del mismo desde 2004. 
Ha intervenido como director y guionista en veinte largometrajes de los que destacan los documentales La Nova Cançó, Canet Rock y La torna, las comedias La orgía, Radio speed, La quinta del porro y Un parell d'ous además de las ficciones históricas El complot de los anillos y Monturiol, el senyor del mar. También ha dirigido las adaptaciones cinematográficas de las novelas de Ferran Torrent Un negro con un saxo y Gracias por la propina. Su película más reciente, Lisístrata (Lysistrata), es la adaptación del cómic que el dibujante alemán Ralf König creó inspirándose en el texto antibelicista de Aristófanes. 
Ha producido para televisión con la productora Fairplay Produccions S. A. (1989) la sitcom de trece capítulos Happy house (RTVE Cataluña) y en 2006 ha estrenado la serie policíaca Àngels i sants (TV3) de Pau Freixas. 
De 2007 a 2012 fue consejero del Consejo de Administración de RTVE a propuesta de Esquerra Republicana de Catalunya. En 2010 colabora en la fundación del Cercle de Cultura, entidad de la que ha sido presidente desde 2014 a 2017.

## Filmografía

### Como director
- 1975, Canet Rock.
- 1975, La Nova Cançó.
- 1977, La torna.
- 1978, La orgía.
- 1979, Salut i força al canut.
- 1980, La quinta del porro.
- 1983, Pan de ángel.
- 1984, Un parell d'ous.

En este rótulo del estreno en Madrid de la película de 1975 La Nova Cançó, se leen los nombres de Maria del Mar Bonet, Pere Figueres, Ia & Batiste, Lluís Llach, Ovidi Montllor, Ramon Muntaner, Pi de la Serra, Raimon, Pau Riba, Sisa, Rafael Subirachs, La Trinca y los ibicencos Uc. El cantautor de la foto del cartel de la derecha es el francés Pere Figueres.

- 1985, La ràdio folla (Radio speed).
- 1988, El complot del los anillos.
- 1988, Un negro con un saxo.
- 1990, Ratita, ratita.
- 1993, Monturiol, el senyor del mar.
- 1995, Escenas de una orgía en Formentera.
- 1996, Gracias por la propina.
- 2002, Lisístrata (Lysistrata).

### Como productor de cine
- 1988, El complot de los anillos.
- 1988, Un negro con un saxo.
- 1990, Ratita, ratita.
- 1993, Monturiol, el senyor del mar.
- 1995, Escenas de una orgía en Formentera.
- 1996, Gracias por la propina.
- 2000, Lisístrata (Lysistrata).

### Como productor de televisión
- 1994, Quin curs, el meu tercer, TV movie (TVC).
- 1996, Juntos, TV movie, (TVC).
- 1999, Happy House, serie, (RTVE Cataluña).
- 2001, Muñecas rusas, TV movie, (TVC).
- 2006, Àngels i Sants, serie, (TVC).